# Pyracantha angustifolia
Pyracantha angustifolia es una especie de arbusto perteneciente a la familia de las rosáceas. 

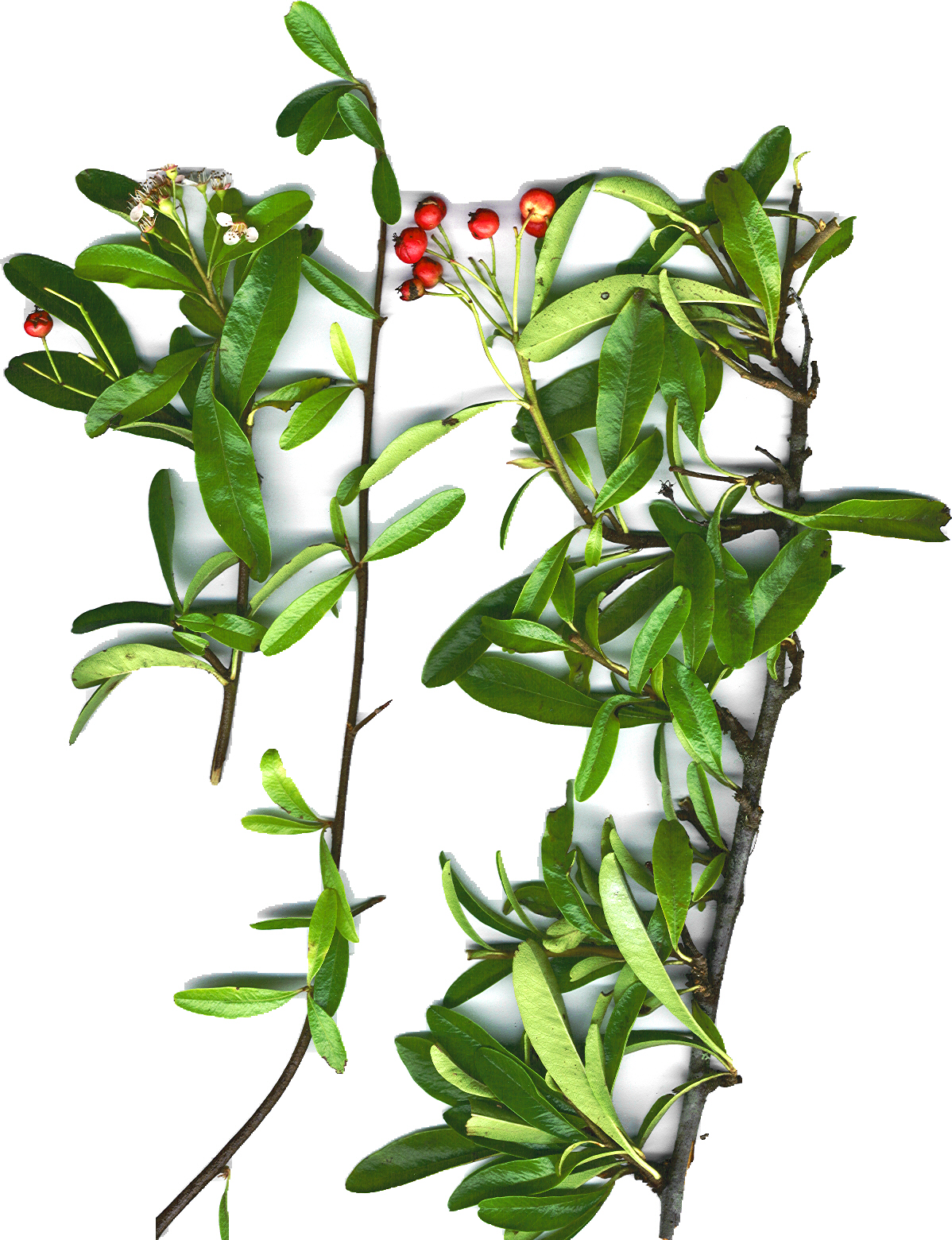
Ilustración

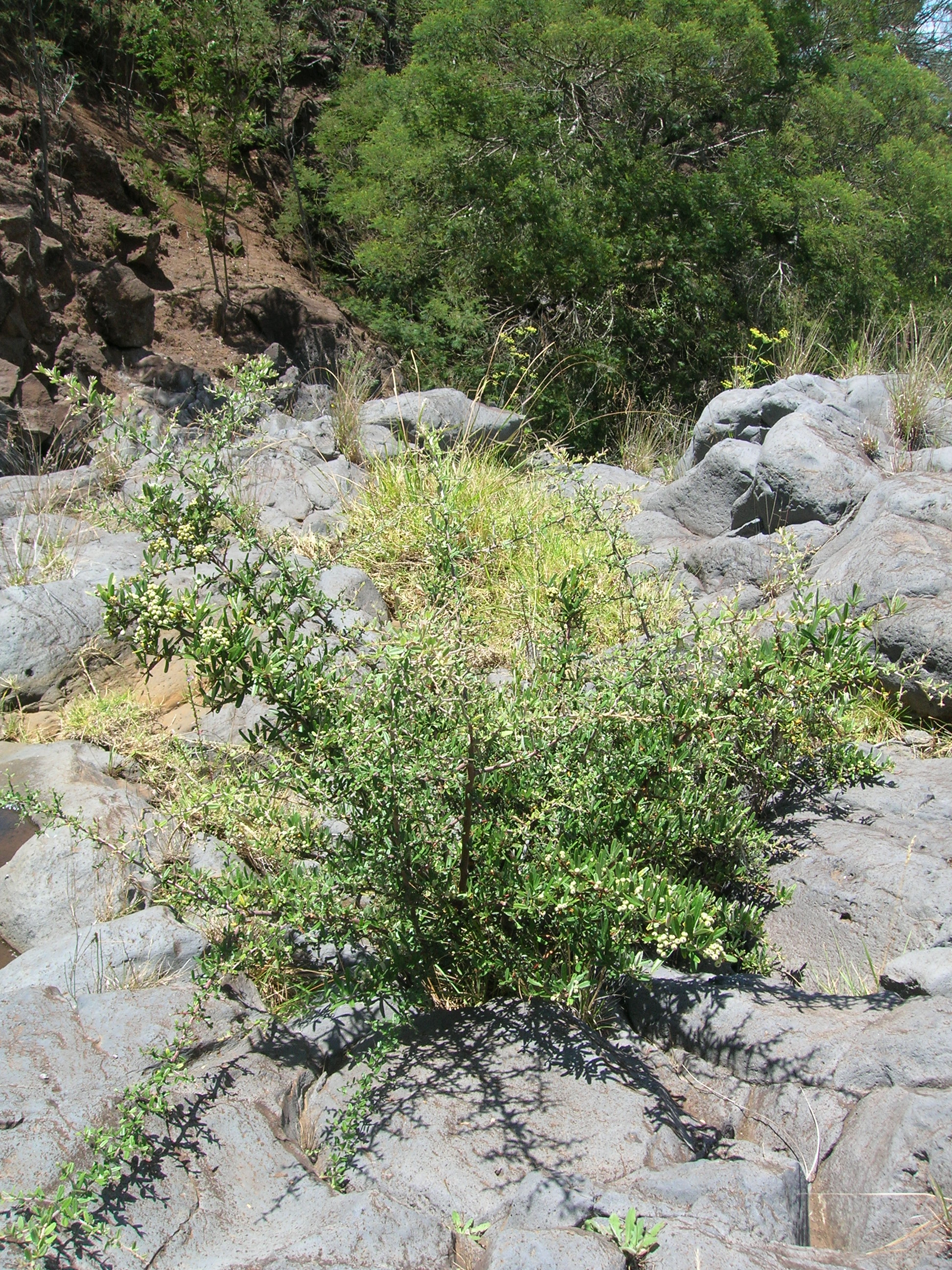
Vista de la planta en su hábitat

## Descripción
Las flores son de color blanco y producen pequeños y redondos pomos que pueden ser de color naranja a rojo. Estos frutos son astringentes y amargos, por lo que no son comestibles para los humanos, pero son una fuente de alimento para las aves. Las hojas, frutos y semillas contienen cianuro de hidrógeno, la fuente del sabor amargo. Los tallos y las ramas tienen espinas afiladas. Este arbusto se cultiva en patios y jardines como planta ornamental. Se puede utilizar para hacer coberturas para la seguridad del hogar. Esta especie es nativa de China, pero ha sido introducida en América del Norte. Se trata de una especie invasora en Hawaii y en otras áreas.

## Taxonomía
Pyracantha angustifolia fue descrita por (Franch.) C.K.Schneid. y publicado en Illustriertes Handbuch der Laubholzkunde 1(5): 761, en el año 1906.
Etimología
Pyracantha: nombre genérico que deriva de las palabras griegas: pyr para "fuego" y akantha para "espinas" en referencia al color de los frutos y las espinas.
angustifolia: epíteto latíno que significa "con hojas estrechas"
Sinonimia
- Cotoneaster angustifolius Franch. basónimo[7]